# Nationaal Park Bieszczady
Nationaal Park Bieszczady (Pools: Bieszczadzki Park Narodowy) (Nederlands: Beskiden) is een Nationaal Park in Polen en ligt in de woiwodschap Subkarpaten in de uiterste zuidoosthoek van het land, aan de grens met Slowakije (Nationaal Park Poloniny) en Oekraïne (Nationaal Park Oezjansky). De berg Tarnica ligt op een hoogte van 1.346 meter en is daarmee het hoogste punt van het Nationaal Park Bieszczady.
Het Nationaal Park Bieszczady werd opgericht op 4 augustus 1973. Het park had toen een grootte van slechts 57,25 km². Meerdere uitbreidingen volgden in 1989, 1990, 1996 en 1999. Momenteel beslaat het een oppervlakte van 292 km². Daarmee is dit na het Nationaal Park Biebrza (592,23 km²) en Nationaal Park Kampinos (385,44 km²) het grootste nationaal park in Polen.

## UNESCO
Sinds 1992 is het Nationaal Park Bieszczady onderdeel van het Oost-Karpatisch Biosfeerreservaat. Dit biosfeerreservaat omvat delen van de Karpaten in Polen, Slowakije en sinds 1998 ook Oekraïne. Het Oost-Karpatisch Biosfeerreservaat heeft een oppervlakte van 2.132,11 km², waarvan 1.138,46 km² in Polen ligt. De bossen in het Nationaal Park Bieszczady behoren tot de best bewaard gebleven bossen van Polen en men is het erover eens dat grote delen nog het oerboskarakter hebben. Daarom zijn grote delen van het Nationaal Park Bieszczady onderdeel van het UNESCO-natuurreservaat Oost-Karpatisch Biosfeerreservaat. In 2021 werden vijf beukenbossen in het park erkend als Unesco-Werelderfgoed (Oude en voorhistorische beukenbossen van de Karpaten en andere regio's van Europa).

## Flora en fauna
Het gebied bestaat voor meer dan 85% uit bos dat voornamelijk bestaat uit beuken (Fagus sylvaticus) en gewone zilversparren (Abies alba), gemengd met fijnspar (Picea abies) en gewone esdoorn (Acer pseudoplatanus). Dieren zijn hier ruim aanwezig en er leven zelfs enkele bedreigde diersoorten in dit gebied, zoals de bruine beer (Ursus arctos), wolf (Canis lupus), Euraziatische lynx (Lynx lynx), Europese wilde kat (Felis silvestris), otter (Lutra lutra), bever (Castor fiber) en wisent (Bison bonasus). In 2012 werd het aantal wisenten in het Bieszczady Nationaal Park op 150 exemplaren geschat. Algemenere zoogdieren in het gebied zijn het edelhert (Cervus elaphus) en wild zwijn (Sus scrofa). Ook qua vogels is het gebied interessant, want er komen vogelsoorten voor als schreeuwarend (Aquila pomarina), witrugspecht (Dendrocopos leucotos), dwerguil (Glaucidium passerinum), oeraluil (Strix uralensis), withalsvliegenvanger (Ficedula albicollis) en waterspreeuw (Cinclus cinclus). Daarnaast zijn er amfibieën te zien als geelbuikvuurpad (Bombina variegata), karpatensalamander (Lissotriton montandoni) en vuursalamander (Salamandra salamandra). Ook de esculaapslang komt voor in het Nationaal Park Bieszczady.

## Toerisme
Het Nationaal Park Bieszczady is amper bevolkt (bevolkingsdichtheid van minder dan 1 persoon per km²), wat betekent dat de dieren zonder enige beperkingen in het wild kunnen leven. Deze streek is geliefd bij zowel binnenlandse als internationale toeristen. Er is een goed ontwikkeld wegennetwerk en er zijn veel wandelpaden uitgezet. De Beskidenhoofdroute loopt door het park.

### Wandelroute E8
De wandelroute E8 loopt langs de volgende plaatsen: Prešov - Miháľov - Kurimka - Dukla - Iwonicz Zdrój – Rymanów-Zdrój - Puławy – Tokarnia (778 m) – Kamień (717 m) – Komańcza - Cisna - Ustrzyki Górne - Tarnica - Wołosate.

## Afbeeldingen

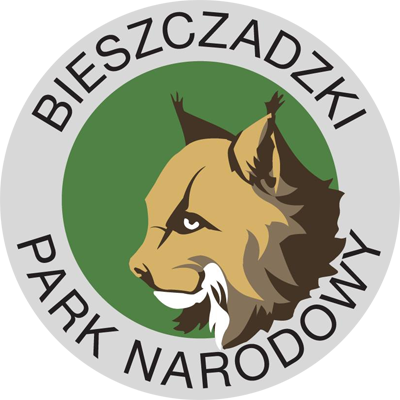
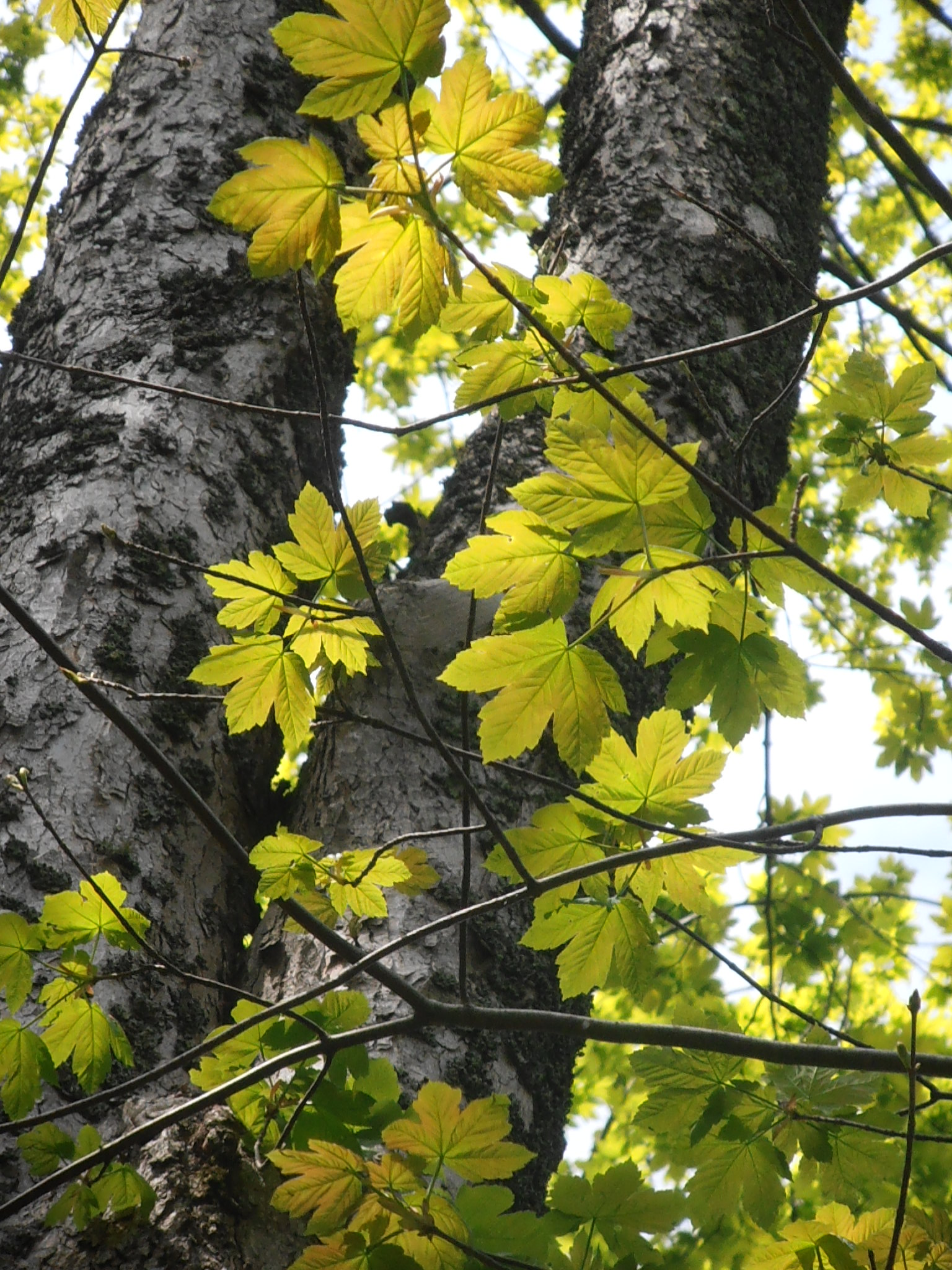
Gewone esdoorn in het Bieszczadygebergte.
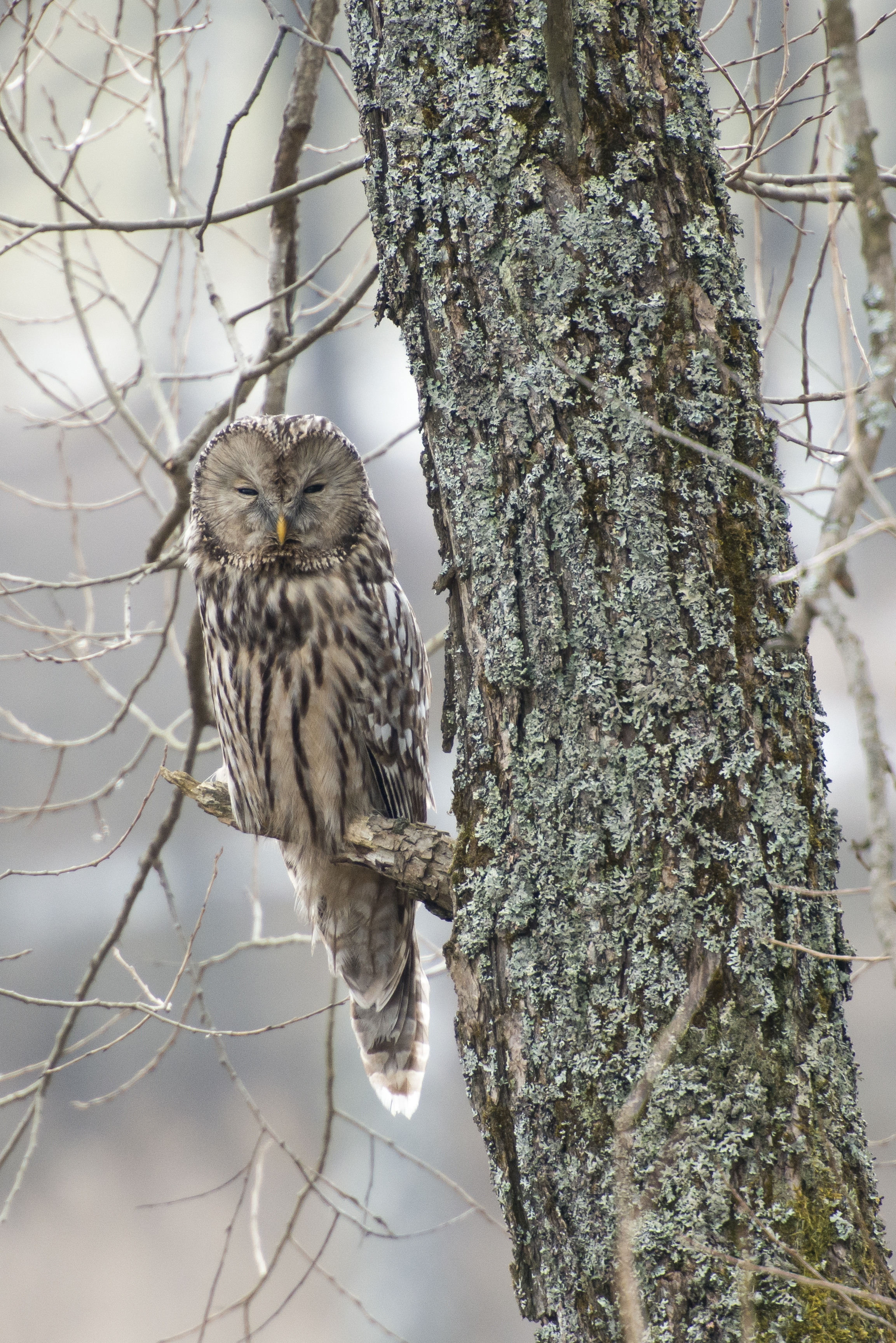
Een van de bewoners van Bieszczady is de oeraluil.
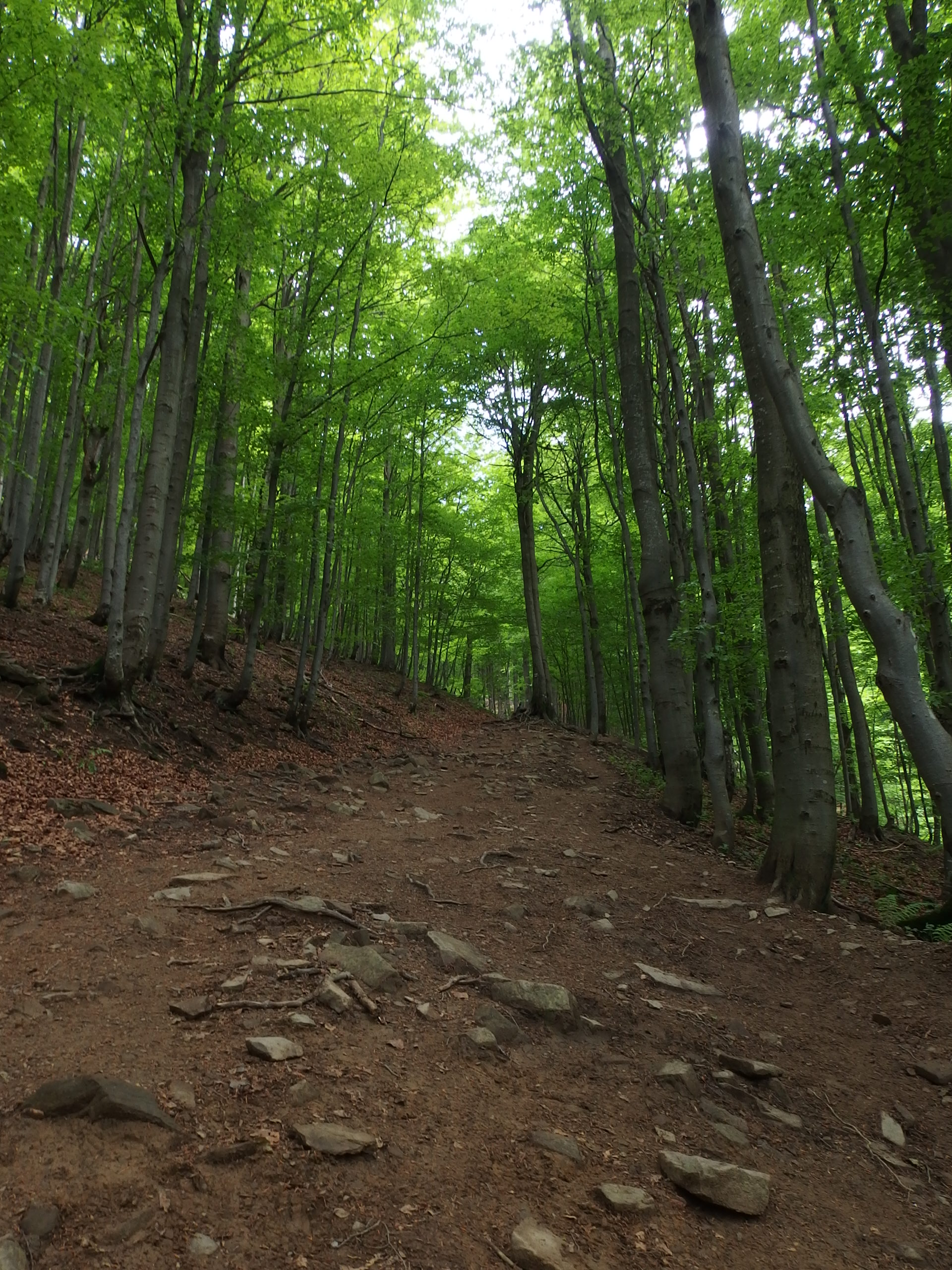
Wandelpad door oude beukenbossen.
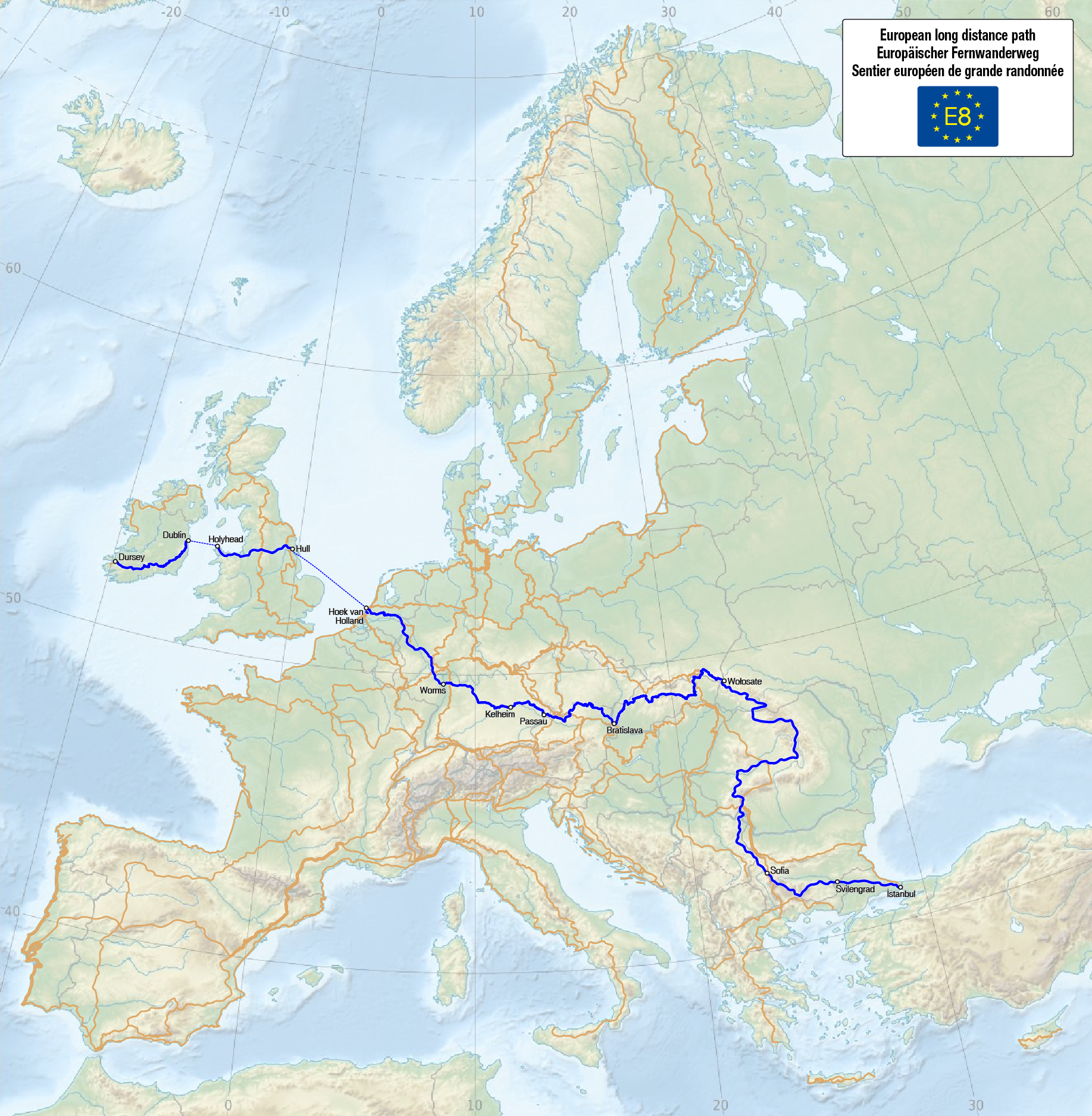
De Europese wandelroute E8.
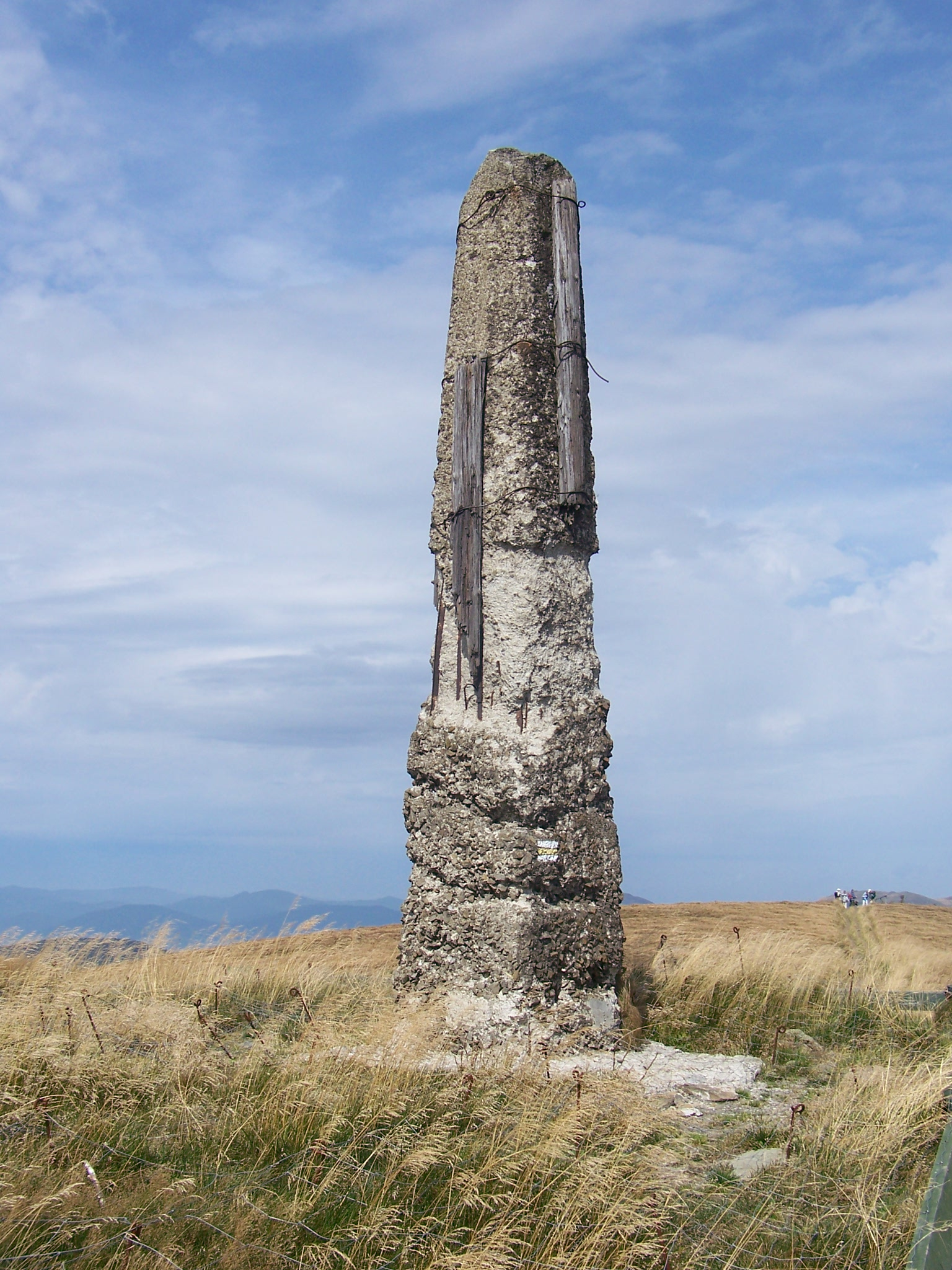
De stenen zuil markeert de piek van de Wielka Rawka (1.304 meter).
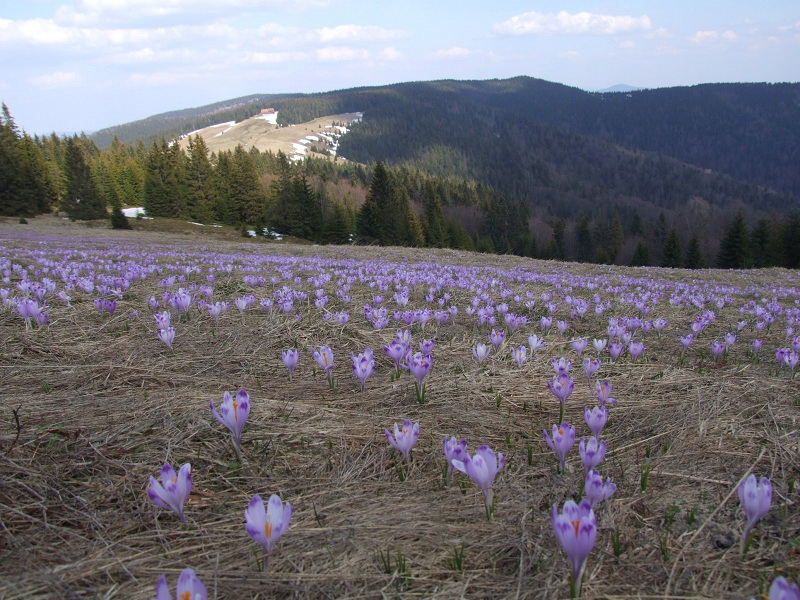
Voorjaar in Bieszczady.
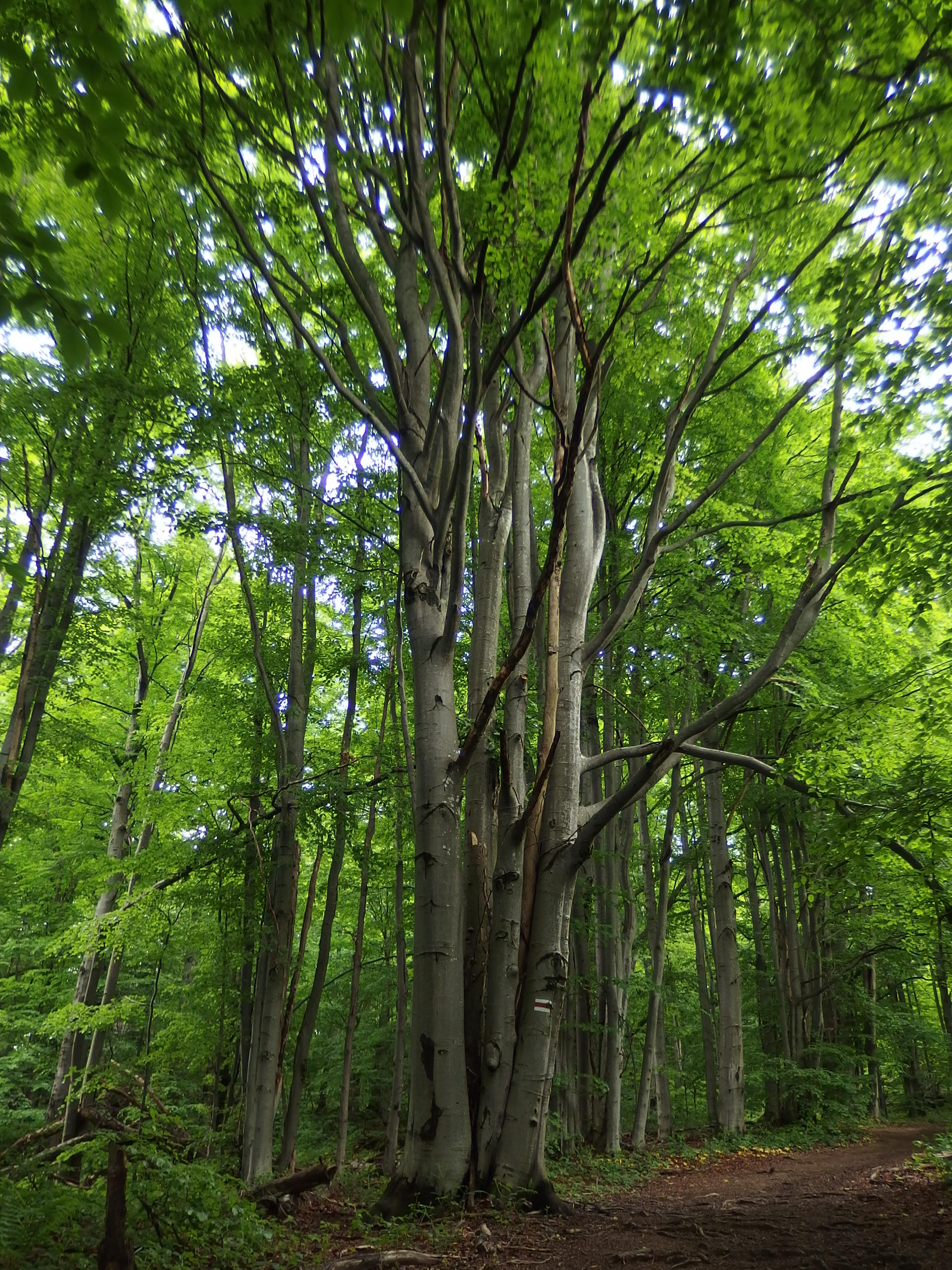
Beukenbos ten noordwesten van Ustrzyki Górne

Babia Góra · 
Białowieża · 
Biebrza · 
Bieszczady · 
Bory Tucholskie · 
Drawa · 
Gorce · 
Gór Stołowych · 
Kampinos · 
Karkonosze · 
Magura · 
Narew · 
Ojców · 
Pieniny · 
Poleski · 
Roztocze · 
Słowiński · 
Świętokrzyski · 
Tatra · 
Wartamonding · 
Wielkopolska · 
Wigry · 
Wolin
Historisch centrum van Krakau · Koninklijke Wieliczka- en Bochnia-zoutmijnen · Auschwitz-Birkenau: Duits naziconcentratie- en -vernietigingskamp · Woud van Białowieża · Historisch centrum van Warschau · Oude stad Zamość · Middeleeuwse stad Toruń · Kasteel van de Duitse ridderorde in Malbork · Kalwaria Zebrzydowska: maniëristisch architectuur-en parklandschapcomplex en bedevaartspark · Vredeskerken in Jawor en Świdnica · Houten kerken van zuidelijk Małopolska · Muskauer Park / Park Muzakowski · Hala Stulecia in Wrocław · Houten tserkva's van de Karpaten in Polen en Oekraïne· Lood-zilver-zinkmijn van Tarnowskie Góry en haar ondergrondse waterbeheersysteem · Prehistorische mijnstreek van gestreepte vuursteen van Krzemionki · Oude en voorhistorische beukenbossen van de Karpaten en andere regio's van Europa
- Gemeinsame Normdatei: 4803934-2
- Library of Congress Control Number: sh2003006442
- Nationale Bibliotheek van Israël: 987007559180505171
- Virtual International Authority File: 146297075